# Răstolița
Răstolița – wieś w Rumunii, w okręgu Marusza, w gminie Răstolița. W 2011 roku liczyła 1357 mieszkańców.